# Guidantonio da Montefeltro
Guidantonio da Montefeltro (* 1378; † 21. Februar 1443) wurde nach dem Tod seines Vaters Antonio II. da Montefeltro im Jahre 1404 „Signore d’Urbino“. Er gehörte dem Hause Da Montefeltro an.

## Leben
Drei Wochen nach dem Tode seines Vaters ernannte ihn Papst Bonifatius IX. gegen die Zahlung von 12.000 Gulden zum päpstlichen Vikar. Er kämpfte als Condottiere für verschiedene italienische Staaten. Im Jahre 1409 war er Gran Connestabile des Königreichs Neapel, 1412 kämpfte er für den Gegenpapst Johannes XXIII. und wurde von Papst Gregor XII. gebannt. Er nutzte die Gelegenheit, um Assisi zu erobern. Das Verhältnis zum Papst verbesserte sich, als 1417 der Bischof von Urbino als Martin V. zum Papst gewählt wurde. Er ernannte Guidantonio 1419 zum Gonfaloniere und Herzog von Spoleto. Im Januar 1424 wurde er Heerführer für Venedig, 1430 für Florenz. Nach seinem Tod im Jahre 1443 wurde er in der Kirche San Donato in Urbino bestattet. Als Herr von Urbino folgte ihm sein Sohn Oddantonio.

## Familie
Guidantonios erste Ehe mit Rengarda Malatesta († 1423), Tochter von Galeotto Roberto Malatesta, Herr von Rimini, blieb kinderlos.

Er heiratete am 23. Januar 1424 Caterina Colonna († 1438), Tochter von Lorenzo Onofrio Colonna des Bruders von Papst Martin V. Der Ehe entstammten vier Kinder.
1. Agnesina (1425–1452) ⚭ (I) Guidantonio Manfredi, Herr von Imola und Faenza († 1448) ⚭ (II) Alessandro Gonzaga, Herr von Medole († 1466) Sohn von Gianfrancesco I., Markgraf von Mantua
2. Oddantonio, Herzog von Urbino (1427–1444) ⚭ 1443 Isotta d’Este (1425–1456), uneheliche Tochter von Niccolò III. d’Este, Herr von Ferrara, Modena und Reggio
3. Violante (1430–1493) ⚭ 1446 Domenico Malatesta Novello  († 1465), Herr von Cesena
4. Sveva (1432–1478), Äbtissin von Santa Chiara in Pesaro (wurde 1754 seliggesprochen) ⚭ 1448 (annulliert 1457) Alessandro Sforza (1409–1473), Herr von Pesaro

Uneheliche Nachkommen:
1. Pietro (um 1410–1479), Benediktinermönch, ab 1456 Bischof von Casteldurante
2. Aura (um 1405–1475) ⚭ 1432 Ubaldino degli Ubaldini, Graf von Apecchio († 1457)
3. Federico, wahrscheinlich unehelicher Sohn von Aura[1], 1422–1482), Herzog von Urbino ⚭ (I) 1440 Gentile Brancaleoni († 1459) ⚭ (II) 1460 Battista Sforza (1447–1472); Tochter von Alessandro Sforza, Herr von Pesaro

## Einzelnachweis
1. ↑  Eugenio Gamurrini: Istoria genealogica delle famiglie nobili toscane, et vmbre. Descritta dal p. d. Eugenio Gamurrini, monaco casinense, nobile aretino, accademico apatista; abate, consigliero, & elemosiniero ordinario della maestà cristianissima di Lodouico 14. re di Francia, e di Nauarra; teologo, e familiare dell'altezza serenissima di Cosimo 3. principe di Toscana consecrata alla medesima altezza. Volume primo [-quinto]: 4. nella stamperia di Giouanni Gugliantini, 1679 (google.it [abgerufen am 21. August 2023]).

| Vorgänger                  | Amt                       | Nachfolger                |
| -------------------------- | ------------------------- | ------------------------- |
| Antonio II. da Montefeltro | Graf von Urbino 1403–1443 | Oddantonio da Montefeltro |

| Personendaten    | Personendaten               |
| ---------------- | --------------------------- |
| NAME             | Montefeltro, Guidantonio da |
| KURZBESCHREIBUNG | Graf von Urbino             |
| GEBURTSDATUM     | 1378                        |
| STERBEDATUM      | 21. Februar 1443            |
| STERBEORT        | Urbino                      |